# Heinrich Louis d'Arrest
Heinrich Louis d'Arrest (Berlin, 12. kolovoza 1822. – Kopenhagen, 14. lipnja 1875.) bio je njemački astronom i jedan od znanstvenika koji je otkrio planet Neptun.
Njemu u čast je jedan Mjesečev krater dobio ime te jedan od kratera na Fobosu. Njegovo prezime nosi i mali planet 9133 d'Arrest.

## Vanjske poveznice
- Nagrada Kraljevskog astonomskog društva: zlatna medalja: MNRAS 35 (1875.) 265[neaktivna poveznica]